# Becca Swanson
Callee Wilkerson (Papillion, Nebraska; 20 de noviembre de 1973) es una culturista profesional, levantadora de peso y luchadora profesional estadounidense. Posee en su haber varios récords mundiales de levantamiento de pesas para mujeres, entre ellos los de sentadillas, peso muerto y press de banca. Debido a sus logros en la competición profesional de levantamiento de pesas y a sus múltiples récords mundiales en muchas disciplinas de levantamiento de pesas, se le ha conocido como "la mujer más fuerte del mundo".

## Primeros años
Swanson nació el 20 de noviembre de 1973 en la ciudad de Papillion (Nebraska). Se licenció en Ingeniería Mecánica por la Universidad de Nebraska-Lincoln en 1998.

## Carrera en el culturismo y el levantamiento de peso
Becca Swanson empezó en 1996 con el deseo de ser culturista, pero acabó realizando levantamiento de peso. Según ella, después de algunos espectáculos, las mujeres más grandes y musculosas habían caído en desgracia en el culturismo. Le dijeron que era demasiado grande para el culturismo y eso la motivó a unirse al levantamiento de peso. Al mismo tiempo, estaba muy cerca de conseguir algunos récords mundiales de levantamiento de potencia y pensó que lo mejor era centrarse en ello. Actualmente es la única mujer que ha conseguido levantar 387 kg en cuclillas (equipada), la única que ha levantado 272 kg en banco (equipada con camiseta de banco) y la única que ha levantado 315 kg en peso muerto (equipada). También es la primera mujer que forma parte del club de los 907 kh, lo que significa que es la primera de las dos mujeres que suman más de 907 kg en un encuentro el mismo día. También ha competido en concursos de strongwoman a partir de 2002. También es conocida por hacer repeticiones con mancuernas de 35 kg durante 10 repeticiones.

## Carrera en la lucha libre profesional
Swanson ha sido luchadora profesional de la World League Wrestling de Harley Race, con sede en Eldon (Misuri).
Swanson ganó el Campeonato Femenino de la WLW a Amy Hennig el 3 de octubre de 2009 en WLW Tenth Anniversary Show. El 12 de marzo de 2010, Swanson perdería el título ante Lucy Méndez en un combate de triple amenaza en el que también participó Hennig. El 13 de marzo, Swanson no logró capturar el Campeonato Femenino de la WLW por segunda vez ya que Hennig derrotaría tanto a Swanson como a Méndez en un combate de triple amenaza.

## Campeonatos y logros

### Culturismo
- Ms. Midwest (1 vez)[13]
- Ms. Nebraska (1 vez)[13]
- Ms. Rocky Mountain (1 vez)[13]

### Levantamiento de potencia
- World Powerlifting Congress
  - Clase de 90 kg
    - Total de 710,5 kg (14 de junio de 2002)

  - Clase de 90+ kg
    - 377,5 kg en sentadilla (4 de junio de 2005)
    - 272,5 kg en press de banca (4 de junio de 2005)
    - 290,5 kg en peso muerto (4 de junio de 2005)
    - Total de 873 kg (4 de junio de 2005)

### Lucha libre profesional
- World League Wrestling
  - WLW Ladies Championship (1 vez)[11]